# ألتشيدي دي غاسبيري

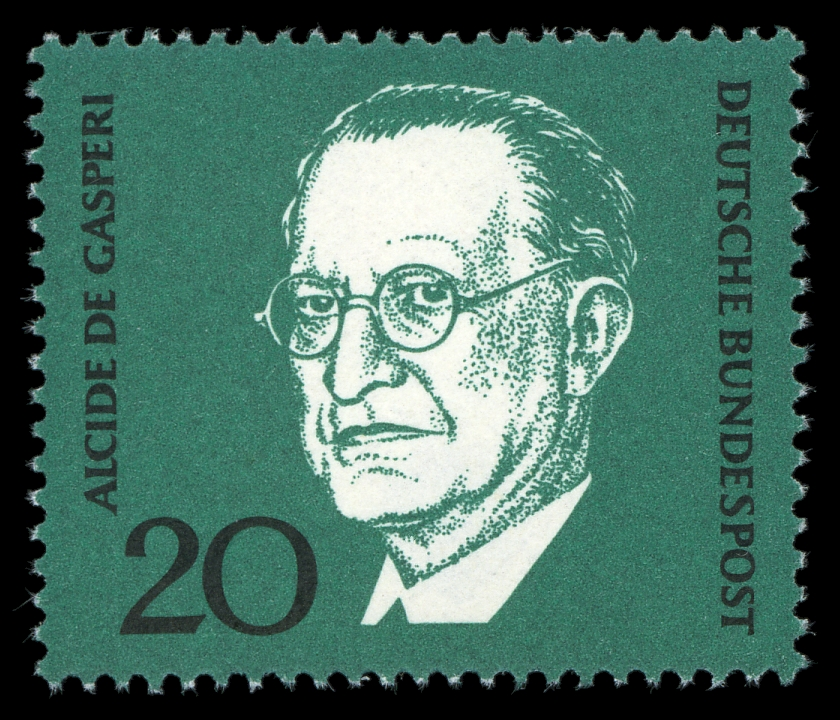
ألتشيدي دي غاسبيري على طابع ألماني

ألتشيدي دي غاسبيري (بالإيطالية: Alcide De Gasperi)‏ سياسي إيطالي (3 أبريل 1881-19 أغسطس 1954) تولى رئاسة الحكومة في إيطاليا من 10 ديسمبر 1945 إلى 2 اغسطس 1953. في عهده تحولت إيطاليا من مملكة إلى جمهورية في يونيو 1946. عمل كرئيس مؤقت للجمهورية الوليدة من 12 يونيو إلى 1 يوليو 1946.
كان دي غاسبيري آخر رئيس وزراء في مملكة إيطاليا، إذ شغل منصبه في عهد كل من فيكتور إيمانويل الثالث وأمبيرتو الثاني. أيضًا، كان أول رئيس وزراء للجمهورية الإيطالية، وشغل لوقت وجيز منصبًا مؤقتًا رئيسًا للدولة بعد تصويت الشعب الإيطالي لصالح إنهاء الملكية وإقامة الجمهورية. تعتبر فترة ولايته التي دامت ثماني سنوات بمثابة معلم من معالم طول المسيرة السياسية بالنسبة لزعيم في السياسة الإيطالية الحديثة. تعد فترة ولاية دي غاسبيري الأطول بالنسبة لرئيس وزراء منذ توحيد إيطاليا.
كان كاثوليكيًا تقيًا، وأحد الآباء المؤسسين للاتحاد الأوروبي مع زميله الإيطالي ألتييرو سبينيلي.

## نشأته
ولد دي غاسبيري سنة 1881 في بيفي تيسينو في تيرول، التي كانت في ذلك الوقت تابعة للنمسا-هنغاريا، وهي الآن جزء من منطقة ترنتينو-آلتو أديجي في إيطاليا. كان والده ضابط شرطة محلي ذو دخل محدود. منذ عام 1896، نشط دي غاسبيري في الحركة المسيحية الاجتماعية. في عام 1900، التحق بكلية الآداب والفلسفة في فيينا، حيث لعب دورًا مهمًا في تأسيس الحركة الطلابية المسيحية. استلهم كثيرًا من التعميم البابوي «ريروم نوفارم» أو (حقوق وواجبات رأس المال والعمل) الصادر عن البابا ليو الثالث عشر في عام 1891. في عام 1904، انخرط في مظاهرات طلابية لصالح جامعة للغة الإيطالية. سجن مع محتجين آخرين خلال افتتاح كلية الحقوق الإيطالية في إنسبروك، وأفرج عنه بعد عشرين يومًا. في سنة 1905، حصل دي غاسبيري على شهادة في علم اللغة.
في سنة 1905، بدأ عمله محررًا لصحيفة لا فوس كاتوليكا (الصوت الكاثوليكي) التي حلت محلها صحيفة «إل ترينتينو» في أيلول 1906 وسرعان ما صار محررها. في صحيفته، غالبًا ما اتخذ مواقف مؤيدة للحكم الذاتي الثقافي في ترينتينو والدفاع عن الثقافة الإيطالية فيها، على عكس خطى الألمنة (إضفاء الطابع الألماني) التي وضعها القوميون الألمان في تيرول. وقتئذٍ، وعلى خلاف مع ساسة آخرين مثل سيسار باتيستي، لم يسع إلى إعادة توحيد شطري مع إيطاليا.
في عام 1911، أصبح عضوًا في البرلمان عن الاتحاد السياسي الشعبي لترينتينو في المجلس الإمبراطوري النمساوي، وهو منصب شغله لمدة ست سنوات. كان في بداية الحرب العالمية الأولى محايدًا سياسيًا، مبديًا تعاطفه مع الجهود التي بذلها البابا بنديكتوس الخامس عشر وكارل الأول من النمسا للتوصل إلى سلام مشرف ووقف الحرب. إلا أنه انحاز في نهاية المطاف إلى جانب إيطاليا.

### معارضة الفاشية
في عام 1919، كان من بين مؤسسي حزب الشعب الإيطالي، إلى جانب لويجي ستورزو. عمل نائبًا في البرلمان الإيطالي بين عامي 1921 و1924، فترة تميزت بصعود الفاشية. في مستهل الأمر، أيد مشاركة حزب الشعب الإيطالي في أول حكومة برئاسة بينيتو موسوليني في أكتوبر 1922.
مع تزايد إحكام قبضة موسوليني على الحكومة الإيطالية، سرعان ما اختلف مع الفاشيين حول التغييرات الدستورية التي طرأت على قبضة السلطة التنفيذية وعلى النظام الانتخابي (قانون أسيربو)، وعلى العنف الفاشي ضد الأحزاب الدستورية، الذي انتهى بمقتل جاكومو ماتيوتي. انفصل حزب الشعب الإيطالي ليصبح دي غاسبيري سكرتيرًا للمجموعة المتبقية المناهضة للفاشية في مايو 1924. في نوفمبر 1926، وفي مناخ من العنف العلني والترهيب من قبل الفاشيين، انحلّ حزب الشعب الإيطالي.
اعتقل دي غاسبيري في مارس 1927، وحكم عليه بالسجن أربع سنوات. تفاوض الفاتيكان على إطلاق سراحه. تدهورت صحة دي غاسبيري بعد مكوثه في السجن سنة ونصف. بعد إطلاق سراحه في يوليو 1928، كان عاطلًا عن العمل وعانى من ضائقة مالية شديدة، إلى أن ضمنت له معارفه الكنسية وظيفة مفهرس في مكتبة الفاتيكان سنة 1929، حيث قضى السنوات الأربع عشرة التالية حتى انهيار الفاشية في يوليو 1943.
في ثلاثينيات القرن العشرين، كتب دي غاسبيري عمودًا في مجلة «لوهسترازيون فاتيكانا» حيث صور المعركة السياسية الكبرى باعتبارها معركة بين الشيوعية والمسيحية. في سنة 1934، فرح بهزيمة الديمقراطيين الاجتماعيين النمساويين، الذين أدانهم «لتجريدهم البلد من المسيحية»، وفي سنة 1937، أعلن أن الكنيسة الألمانية كانت صائبة في تفضيل النازية على البلشفية.

### تأسيس الديمقراطية المسيحية
خلال الحرب العالمية الثانية، شارك في تأسيس أول حزب (الأمر الذي لم يكن قانونيًا آنذاك) وهو حزب الديمقراطية المسيحية، مستندا إلى إيديولوجية حزب الشعب الإيطالي. في يناير سنة 1943، نشر بيانًا بعنوان «أفكار لإعادة الإعمار»، الذي كان بمثابة برنامج للحزب. أصبح أول أمين عام للحزب الجديد عام 1944.
كان دي غاسبيري رئيس الديمقراطية المسيحية، وهو الحزب الذي هيمن على البرلمان لعقود من الزمان. رغم أن سيطرته على حزب الديمقراطية المسيحية بدت شبه كاملة، إلا أنه كان عليه الموازنة بعناية بين مختلف الفصائل والمصالح، وخاصة فيما يتعلق بالعلاقات مع الفاتيكان، والإصلاح الاجتماعي، والسياسة الخارجية.
عندما تحرر الجنوب الإيطالي على يد الحلفاء، أصبح أحد الممثلين الرئيسيين للديمقراطية المسيحية في لجنة التحرير الوطني. خلال الحكومة التي تزعمها إيفانو بونومي، عين دي غاسبيري وزيرًا بلا حقيبة وزارية، وفي حكومة فيروتشيو باري، أصبح وزيرًا للشؤون الخارجية.

## رئيس وزراء إيطاليا
بين عامي 1945 و1953، شغل دي غاسبيري منصب رئيس الوزراء في ثماني حكومات متعاقبة تحت قيادة حزب الديمقراطية المسيحية. تعتبر فترة ولايته التي دامت ثماني سنوات بمثابة معلم من معالم طول المسيرة السياسية بالنسبة لزعيم في السياسة الإيطالية الحديثة. خلال حكوماته المتعاقبة، أصبحت إيطاليا جمهورية (1946)، ووقعت معاهدة سلام مع الحلفاء (1947) وانضمت إلى الناتو في عام 1949 وأصبحت حليفًا للولايات المتحدة، الأمر الذي ساعد في إنعاش الاقتصاد الإيطالي من خلال مشروع مارشال. وقتئذٍ، أصبحت إيطاليا عضوًا المجموعة الأوروبية للفحم والصلب، التي تطورت فيما بعد إلى الاتحاد الأوروبي.
في ديسمبر سنة 1945، أصبح رئيسًا للوزراء للمرة الأولى، خلفا لفيروتشيو باري، وقاد حكومة ائتلافية ضمت الحزب الشيوعي الإيطالي والحزب الاشتراكي الإيطالي، إلى جانب أحزاب صغيرة أخرى مثل الحزب الجمهوري الإيطالي، والحزب الليبرالي الإيطالي، وحزب العمل. عمل الزعيم الشيوعي بالميرو تولياتي نائبًا لرئيس الوزراء. حاول تخفيف شروط معاهدة السلام المعلقة بين الحلفاء وإيطاليا، ونجح في تأمين مساعدات مالية اقتصادية من خلال برنامج التعافي الأوروبي (مشروع مارشال) الأمر الذي عارضه الشيوعيون.
في يونيو سنة 1946، أجرت إيطاليا الاستفتاء الدستوري لتقرير ما إذا كانت إيطاليا ستظل تحت الحكم الملكي، أو تتحول إلى جمهورية؛ فاز الجمهوريون بنسبة 54% من الأصوات. عين دي غاسبيري رئيسا مؤقتًا للدولة في الفترة بين 18 و28 يونيو، عندما انتخبت الجمعية التأسيسية إنريكو دي نيكولا الليبرالي رئيسا مؤقتًا للدولة.
بوصفه رئيسًا للوفد الإيطالي في مؤتمر باريس للسلام، انتقد دي غاسبيري بشدة العقوبات المفروضة على إيطاليا، ولكنه حصل على تنازلات من الحلفاء ضمنت السيادة الإيطالية. بموجب معاهدة السلام مع إيطاليا سنة 1947، انضمت منطقة الحدود الشرقية إلى يوغوسلافيا، وانقسمت منطقة ترييستي الحرة بين البلدين.
من بين أبرز إنجازاته في مجال السياسة الخارجية كان اتفاق غروبر دي غاسبيري مع النمسا في سبتمبر 1946، الذي جعل من منطقة مسقط رأسه، جنوب تيرول، منطقة تتمتع بالحكم الذاتي.

## روابط خارجية
- ألتشيدي دي غاسبيري على موقع الموسوعة البريطانية (الإنجليزية)
- ألتشيدي دي غاسبيري على موقع مونزينجر (الألمانية)
- ألتشيدي دي غاسبيري على موقع ديسكوغز (الإنجليزية)